# Lipolexis oregmae
Lipolexis oregmae är en stekelart som först beskrevs av Charles Joseph Gahan 1932.  Lipolexis oregmae ingår i släktet Lipolexis och familjen bracksteklar. Inga underarter finns listade i Catalogue of Life.